# Сензитизација
Сензитизација је један од најједноставнијих видова учења, манифестован као релативно трајна појачана чулна осетљивост организма за спољашње стимулусе, до које долази услед понављања неких по организам опасних и угрожавајућих дражи. Биолошки, адаптивни смисао сензитизације јесте да организам почиње да реагује снажније и брже чак и на слабе интензитете потенцијално опасне и штетне дражи.